# Kernfett

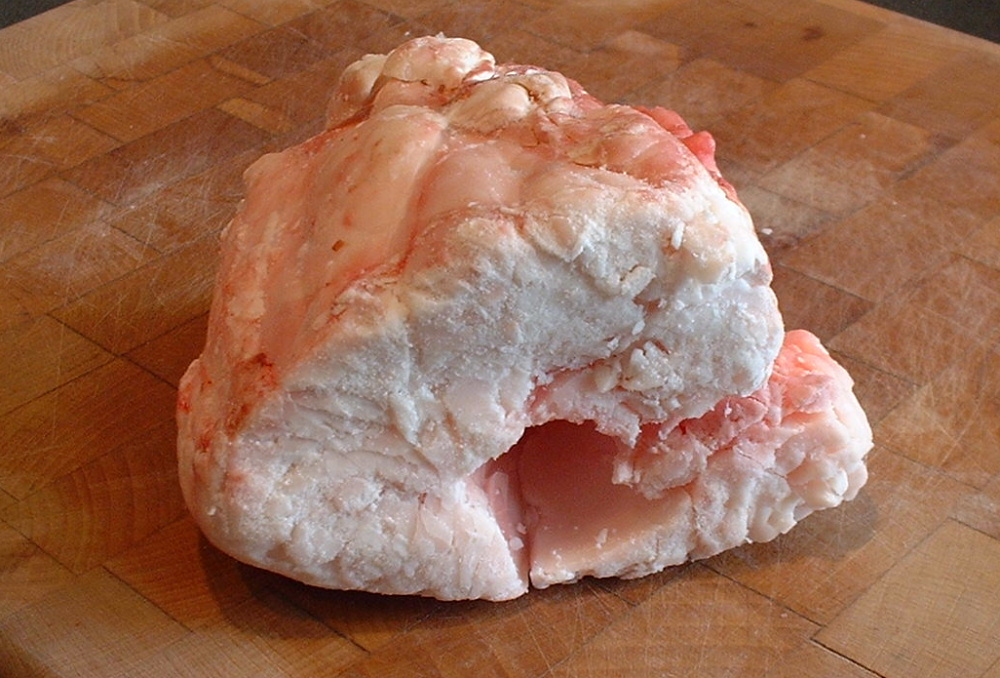
Frisches Rindernierenfett

Als Kernfett bezeichnet man in Österreich laut Codex Alimentarius Austriacus Rindertalg, und zwar häufig unterschiedslos Speisetalg und Feintalg (Premier jus).
Nach einer anderen Quelle bezeichnet der Begriff in Österreich verschiedene tierische Erzeugnisse aus dem Fettgewebe des Hausrindes. Allgemein wird damit Rindernierenfett als Schlachtfett bezeichnet, jedoch erfasst der Begriff auch Darmfett und Lungenfett.